# Polyrhachis bihamata

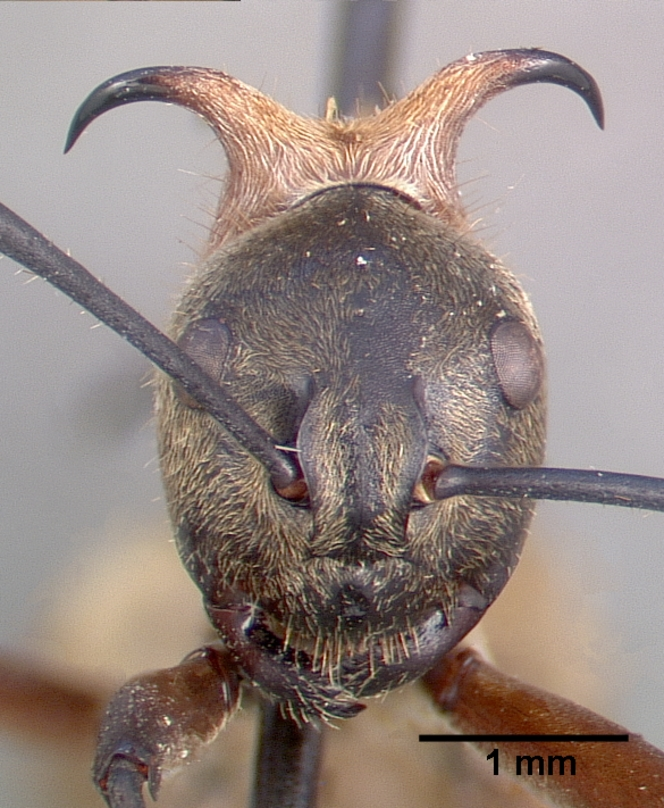
Cabeça da Polyrhachis bihamata.

Polyrhachis bihamata é uma espécie de formiga do gênero Polyrhachis, pertencente à subfamília Formicinae. O artrópode tem o seu habitat na Índia, Sumatra e Borneo.